# 任峻 (南皮)
任峻（？—？），字叔高，勃海郡南皮縣（今河北省南皮縣）人，东汉名士。

## 生平
王涣死后，皇帝下诏三公，让他们特选洛阳令，选出来的都不称职。永和年间，剧县县令任峻补任洛阳令。任峻选拔文武官员，充分发挥他们的才能，他们举发奸盗，绝不退缩，一年断狱，不过数十件，威风猛于王涣，但文治方面不及王涣。任峻终官太山太守。
《后汉书》评价王涣、任峻担任洛阳令，公开惩办坏人坏事，吏治有所好转，虽然在道德礼仪上有所不足，但也不失为当时的好官。